# Concours Reine Elisabeth

Logo des Wettbewerbs

Der Concours Reine Elisabeth (deutsch Königin-Elisabeth-Wettbewerb; niederländisch Koningin Elisabethwedstrijd; englisch Queen Elisabeth Competition) in Brüssel ist einer der bedeutendsten internationalen Musikwettbewerbe. Er wird in den Fächern Violine (seit 1937), Klavier (seit 1938), Gesang (seit 1988) und Cello (seit 2017) ausgetragen – pro Jahr in einer dieser vier Kategorien. Früher wurden außerdem zwei Kompositionswettbewerbe ausgetragen: ein internationaler Kompositionswettbewerb (1953–2012) und ein Wettbewerb nur für belgische Komponisten (1951–2005).
Der Wettbewerb ist nach der belgischen Königin Elisabeth benannt, die bis zu ihrem Tod im Jahr 1965 die Schirmherrin war. Ihr folgten Königin Fabiola als Schirmherrin bis 2013 und Königin Mathilde als Schirmherrin seit 2014.
Zum 75-jährigen Bestehen des Wettbewerbs im Jahr 2012 gab Belgien eine 2-Euro-Gedenkmünze heraus, auf der die Silhouette und das Monogramm von Königin Elisabeth zu sehen sind.

## Geschichte

### 1937–1938
Der Wettbewerb geht auf eine Idee des belgischen Geigers Eugène Ysaÿe zurück. Als er 1931 starb, übernahm die mit Ysaÿe befreundete Königin Elisabeth die Planung des Wettbewerbs. Sie gab ihm den Namen Concours Eugène Ysaÿe.
Die ersten beiden Wettbewerbe fanden 1937 für Violine und 1938 für Klavier statt. Die Gewinner waren 1937 David Oistrach und 1938 Emil Gilels. Wegen des Zweiten Weltkriegs gab es bis einschließlich 1950 keine weiteren Austragungen.

### 1951–1986
1951 wurde der Wettbewerb wiederaufgenommen und nach Königin Elisabeth benannt – er bekam damit seinen heutigen Namen. Ab 1953 kam Komposition als neue Kategorie hinzu. Außerdem gab es bereits ab 1951 einen Wettbewerb nur für belgische Komponisten. Dieser fand bis 2005 immer in denselben Jahren statt wie die Austragungen für Klavier und Violine.
Der Wettbewerb begann ab 1951 mit einem vierjährigen Zyklus nach dem Schema Violine → Klavier → Komposition → Pause (Jahr ohne Wettbewerb). 1973/74 gab es eine zweijährige Pause.
|                                      | 1951 | 1952 | 1953 | 1954 | 1955 | 1956 | 1957 | 1958 | 1959 | 1960 | 1961 | 1962 |
| ------------------------------------ | ---- | ---- | ---- | ---- | ---- | ---- | ---- | ---- | ---- | ---- | ---- | ---- |
| Violine                              | X    |      |      |      | X    |      |      |      | X    |      |      |      |
| Klavier                              |      | X    |      |      |      | X    |      |      |      | X    |      |      |
| Komposition                          |      |      | X    |      |      |      | X    |      |      |      | X    |      |
| Wettbewerb für belgische Komponisten | X    | X    |      |      | X    | X    |      |      | X    | X    |      |      |

|                                      | 1963 | 1964 | 1965 | 1966 | 1967 | 1968 | 1969 | 1970 | 1971 | 1972 | 1973 | 1974 |
| ------------------------------------ | ---- | ---- | ---- | ---- | ---- | ---- | ---- | ---- | ---- | ---- | ---- | ---- |
| Violine                              | X    |      |      |      | X    |      |      |      | X    |      |      |      |
| Klavier                              |      | X    |      |      |      | X    |      |      |      | X    |      |      |
| Komposition                          |      |      | X    |      |      |      | X    |      |      |      |      |      |
| Wettbewerb für belgische Komponisten | X    | X    |      |      | X    | X    |      |      | X    | X    |      |      |

1975 wechselte das Schema zu Klavier → Violine → Komposition, mit unregelmäßigen Pausen in den Jahren 1979, 1981, 1984, 1986.
|                                      | 1975 | 1976 | 1977 | 1978 | 1979 | 1980 | 1981 | 1982 | 1983 | 1984 | 1985 | 1986 |
| ------------------------------------ | ---- | ---- | ---- | ---- | ---- | ---- | ---- | ---- | ---- | ---- | ---- | ---- |
| Klavier                              | X    |      |      | X    |      |      |      |      | X    |      |      |      |
| Violine                              |      | X    |      |      |      | X    |      |      |      |      | X    |      |
| Komposition                          |      |      | X    |      |      |      |      | X    |      |      |      |      |
| Wettbewerb für belgische Komponisten | X    | X    |      | X    |      | X    |      |      | X    |      | X    |      |

### 1987–2006
1988 kam der Wettbewerb für Gesang hinzu. Dadurch gab es von 1987 bis 1998 einen vierjährigen Zyklus nach dem Schema Klavier → Gesang → Violine → Pause. Komposition fand nach längerer Unterbrechung ab 1991 in ungeraden Jahren statt.
|                                      | 1987 | 1988 | 1989 | 1990 | 1991 | 1992 | 1993 | 1994 | 1995 | 1996 | 1997 | 1998 |
| ------------------------------------ | ---- | ---- | ---- | ---- | ---- | ---- | ---- | ---- | ---- | ---- | ---- | ---- |
| Klavier                              | X    |      |      |      | X    |      |      |      | X    |      |      |      |
| Gesang                               |      | X    |      |      |      | X    |      |      |      | X    |      |      |
| Violine                              |      |      | X    |      |      |      | X    |      |      |      | X    |      |
| Komposition                          |      |      |      |      | X    |      | X    |      | X    |      | X    |      |
| Wettbewerb für belgische Komponisten | X    |      | X    |      | X    |      | X    |      | X    |      | X    |      |

Ab 1999 gab es keine Jahre ohne Wettbewerb. Komposition fiel ab 2002 in die geraden Jahre. Der Wettbewerb für belgische Komponisten fand 2005 zum letzten Mal statt.
|                                      | 1999 | 2000 | 2001 | 2002 | 2003 | 2004 | 2005 | 2006 |
| ------------------------------------ | ---- | ---- | ---- | ---- | ---- | ---- | ---- | ---- |
| Klavier                              | X    |      |      |      | X    |      |      |      |
| Gesang                               |      | X    |      |      |      | X    |      |      |
| Violine                              |      |      | X    |      |      |      | X    |      |
| Komposition                          | X    |      | X    | X    |      | X    |      | X    |
| Wettbewerb für belgische Komponisten | X    |      | X    |      | X    |      | X    |      |

### 2007–2014
Ab 2007 gab es einen dreijährigen Zyklus Klavier → Gesang → Violine. Komposition wurde in den Jahren 2008, 2009, 2011 und letztmals 2012 ausgetragen. Die Komposition des Gewinners wurde im jeweils folgenden Jahr beim Violin- bzw. Klavierwettbewerb verwendet.
|             | 2007 | 2008 | 2009 | 2010 | 2011 | 2012 | 2013 | 2014 |
| ----------- | ---- | ---- | ---- | ---- | ---- | ---- | ---- | ---- |
| Klavier     | X    |      |      | X    |      |      | X    |      |
| Gesang      |      | X    |      |      | X    |      |      | X    |
| Violine     |      |      | X    |      |      | X    |      |      |
| Komposition |      | X    | X    |      | X    | X    |      |      |

### Seit 2015
2017 kam der Wettbewerb für Cello hinzu. Dadurch ergab sich ab 2015 wieder ein vierjähriger Zyklus: Violine → Klavier → Cello → Gesang. Der Klavierwettbewerb 2020 wurde wegen der COVID-19-Pandemie auf 2021 verschoben. Der Wettbewerb 2021 stand ganz unter dem Eindruck der grassierenden Pandemie. Es gab kein Publikum im Saal, und die Orchestermitglieder saßen weit auseinander. Beim Finale durften nur sechs Pianisten antreten. Beim folgenden Wettbewerb im Mai 2025 kehrte diesbezüglich wieder Normalität ein.
|         | 2015 | 2016 | 2017 | 2018 | 2019 | 2020 | 2021 | 2022 | 2023 |
| ------- | ---- | ---- | ---- | ---- | ---- | ---- | ---- | ---- | ---- |
| Violine | X    |      |      |      | X    |      |      |      |      |
| Klavier |      | X    |      |      |      |      | X    |      |      |
| Cello   |      |      | X    |      |      |      |      | X    |      |
| Gesang  |      |      |      | X    |      |      |      |      | X    |

## Preisträger
Im Folgenden sind die Preisträger tabellarisch aufgeführt.

### Violine
Die Gewinner des Violinwettbewerbs erhalten seit 1997 außer dem Preisgeld die Stradivari „Huggins“ (Baujahr 1708) als Leihgabe bis zur nächsten Austragung.
| Jahr | 1. Preis             | 2. Preis                    | 3. Preis           | Weitere Preisträger (Auswahl)                                                       |
| ---- | -------------------- | --------------------------- | ------------------ | ----------------------------------------------------------------------------------- |
| 1937 | David Oistrach       | Ricardo Odnoposoff          | Elisabeth Gilels   | Boris Goldstein (4.)                                                                |
| 1951 | Leonid Kogan         | Mikhail Vayman              | Elise Cserfalvi    |                                                                                     |
| 1955 | Berl Senofsky        | Julian Sitkowetski          | Pierre Doukan      | Alberto Lysy (6.)                                                                   |
| 1959 | Jaime Laredo         | Albert Markov               | Joseph Silverstein | Shmuel Ashkenasi (7.)                                                               |
| 1963 | Alexei Micklin       | Semyon Snitkovsky           | Arnold Steinhardt  | Jean Ter-Merguerian (9.)                                                            |
| 1967 | Philippe Hirshhorn   | Stoika Milanova             | Gidon Kremer       | Jean-Jacques Kantorow (6.)                                                          |
| 1971 | Miriam Fried         | Andrey Korsakov             | Hamao Fujiwara     | Ana Chumachenco (4.), Joshua Epstein (6.), Zakhar Bron (12.)                        |
| 1976 | Mikhaïl Bezverkhny   | Irina Medvedeva             | Dong-Suk Kang      |                                                                                     |
| 1980 | Yuzuko Horigome      | Peter Zazofsky              | Takashi Shimizu    | Eugène Sarbu (7.)                                                                   |
| 1985 | Nai Yuan Hu          | Ik-hwan Bae                 | Henry Raudales     |                                                                                     |
| 1989 | Vadim Repin          | Akiko Suwanai               | Evgeny Bushkov     |                                                                                     |
| 1993 | Yayoi Toda           | Liviu Prunaru               | Keng-Yuen Tseng    | Bin Huang (7.), Marco Rizzi (8.)                                                    |
| 1997 | Nikolaj Znaider      | Laurent Albrecht Breuninger | Kristóf Baráti     | Jaakko Kuusisto                                                                     |
| 2001 | Baiba Skride         | Kam Ning                    | Barnabás Kelemen   | Alina Pogostkina (4.), Feng Ning (5.), Akiko Ono (6.)                               |
| 2005 | Sergei Chatschatrjan | Yossif Ivanov               | Sophia Jaffé       | Saeka Matsuyama (4.), Mikhail Ovrutsky (5.), Hyuk Joo Kwun (6.)                     |
| 2009 | Ray Chen             | Lorenzo Gatto               | Ilian Garnetz      | Suyoen Kim (4.), Nikita Boriso-Glebsky (5.), Soyoung Yoon (6.), Noah Bendix-Balgley |
| 2012 | Andrei Baranow       | Tatsuki Narita              | Hyun Su Shin       | Esther Yoo (4.), Tseng Yu-Chien (5.), Artiom Shishkov (6.), Marc Bouchkov           |
| 2015 | Ji Young Lim         | Alexey Semenenko            | William Hagen      | Tobias Feldmann (4.), Stephen Waarts (5.), Fumika Mohri (6.), Bomsori Kim           |
| 2019 | Stella Chen          | Timothy Chooi               | Stephen Kim        | Shannon Lee (4.), Júlia Pusker (5.), Ioana Cristina Goicea (6.)                     |
| 2024 | Dmytro Udovychenko   | Joshua Brown                | Elli Choi          |                                                                                     |

### Klavier
| Jahr | 1. Preis                | 2. Preis            | 3. Preis                  | Weitere Preisträger (Auswahl) |
| ---- | ----------------------- | ------------------- | ------------------------- | --- |
| 1938 | Emil Gilels             | Moura Lympany       | Jakow Flier               | Lance Dossor (4.), Nivea Marino-Bellini (5.), Robert Riefling (6.), Arturo Benedetti Michelangeli (7.), André Dumortier (8.), Rose Schmidt (9.), Monique de la Bruchollerie (10.), Marcella Barzetti (11.), Colette Gaveau (12.) |
| 1952 | Leon Fleisher           | Karl Engel          | Maria Tipo                | Yuri Boukoff (8.), Philippe Entremont (10.) |
| 1956 | Vladimir Ashkenazy      | John Browning       | André Tchaikowsky         | Cécile Ousset (4.), Lasar Berman (5.), Peter Frankl (12.) |
| 1960 | Malcolm Frager          | Ronald Turini       | Lee Luvisi                | Gábor Gabos (5.), Jerome Lowenthal (9.) |
| 1964 | Eugene Moguilevsky      | Nikolai Petrow      | Jean-Claude Vanden Eynden | Michael Ponti (6.) |
| 1968 | Eketarina Novitzkaya    | Valery Kamychov     | Jeffrey Siegel            | Semion Kroutchine (4.), André De Groote (5.), François-Joël Thiollier (6.), Edward Auer (7.), Elisabeth Leonskaya (9.), Mitsuko Uchida (10.), François-René Duchâble (11.), Waleed Howrani (12.)                                 |
| 1972 | Valery Afanassiev       | Jeffrey Swann       | Joseph Alfidi             | David Lively (4.), Emanuel Ax (7.), James Tocco (8.), Cyprien Katsaris (9.), Pi-Hsien Chen (12.) |
| 1975 | Michail Faerman         | Stanislaw Igolinski | Juri Egorow               | Olivier Gardon (6.), Daniel Rivera (10.) |
| 1978 | Abdel-Rahman El-Bacha   | Gregory Allen       | Brigitte Engerer          | Robert Groslot (6.) |
| 1983 | Pierre-Alain Volondat   | Wolfgang Manz       | Bojan Wodenitscharow      | Daniel Blumenthal (4.), Eliane Rodrigues (5.), Hüseyin Sermet (8.) |
| 1987 | Andrei Nikolsky         | Akira Wakabayashi   | Rolf Plagge               | Konstanze Eickhorst (8.), Hung-Kuan Chen (11.), Balasz Szokolay (12.) |
| 1991 | Frank Braley            | Stephen Prutsman    | Brian Ganz                | Sergei Babayan (10.) |
| 1995 | Markus Groh             | Per Tengstrand      | Giovanni Bellucci         | |
| 1999 | Witali Samoschko        | Alexander Ghindin   | Ning An                   | Shai Wosner (4.), Roland Krüger |
| 2003 | Severin von Eckardstein | Wen-Yu Shen         | –                         | Roberto Giordano (4.), Kazumasa Matsumoto (5.), Jin Ju (6.) |
| 2007 | Anna Vinnitskaya        | Plamena Mangova     | Francesco Piemontesi      | Ilya Rashkovskiy (4.), Lim Hyo-Sun (5.), Liebrecht Vanbeckevoort (6.), Hisako Kawamura, Stanislav Khegai, Mariangela Vacatello                                                                                                   |
| 2010 | Denis Kozhukhin         | Evgeni Bozhanov     | Hannes Minnaar            | Yury Favorin (4.), Kim Tae-Hyung (5.), Da Sol Kim (6.), Claire Huangci, Yekwon Sunwoo |
| 2013 | Boris Giltburg          | Rémi Geniet         | Mateusz Borowiak          | Stanislav Khristenko (4.), Zhang Zuo (5.), Andrew Tyson (6.) |
| 2016 | Lukáš Vondráček         | Henry Kramer        | Alexander Beyer           | Chi Ho Han (4.), Aljosa Jurinic (5.), Alberto Ferro (6.), Dimitri Schischkin |
| 2021 | Jonathan Fournel        | Sergeï Redkin       | Keigo Mukawa              | Tomoki Sakata (4.), Vitaly Starikov (5.), Dmitry Sin (6.) |
| 2025 | Nikola Meeuwsen         | Wataru Hisasue      | Valère Burnon             | Arthur Hinnewinkel (4.), Masaya Kamei (5.), Sergey Tanin (6.) |

### Gesang
| Jahr | 1. Preis             | 2. Preis         | 3. Preis                    | Weitere Preisträger (Auswahl)                                         |
| ---- | -------------------- | ---------------- | --------------------------- | --------------------------------------------------------------------- |
| 1988 | Aga Winska           |                  |                             |                                                                       |
| 1992 | Thierry Félix        |                  |                             |                                                                       |
| 1996 | Stephen Salters      |                  |                             |                                                                       |
| 2000 | Marie-Nicole Lemieux | Marius Brenciu   | Olga Pasitschnyk            |                                                                       |
| 2004 | Iwona Sobotka        | Hélène Guilmette | Shadi Torbey                | Teodora Gheorghiu (4.), Diana Axentii (5.), Lionel Lhote (6.)         |
| 2008 | Szabolcs Brickner    | Isabelle Druet   | Bernadetta Grabias          | Anna Kasyan (4.), Yury Haradzetski (5.), Gabrielle Philiponet (6.)    |
| 2011 | Hong Haeran          | Thomas Blondelle | Elena Galitskaya            | Anaïk Morel (4.), Konstantin Shushakov (5.), Clémentine Margaine (6.) |
| 2014 | Sumi Hwang           | Jodie Devos      | Sarah Laulan                | Yu Shao (4.), Hyesang Park (5.), Chiara Skerath (6.)                  |
| 2018 | Samuel Hasselhorn    | Eva Zaïcik       | Ao Li                       | Rocío Pérez (4.), Héloïse Mas (5.), Marianne Croux (6.)               |
| 2023 | Taehan Kim           | Jasmin White     | Julia Muzychenko-Greenhalgh | Floriane Hasler (4.), Inho Jeong (5.), Juliette Mey (6.)              |

### Cello
| Jahr | 1. Preis                 | 2. Preis     | 3. Preis                | Weitere Preisträger (Auswahl)                             |
| ---- | ------------------------ | ------------ | ----------------------- | --------------------------------------------------------- |
| 2017 | Victor Julien-Laferrière | Yuya Okamoto | Santiago Cañón-Valencia | Aurélien Pascal (4.), Ivan Karizna (5.), Brannon Cho (6.) |
| 2022 | Hayoung Choi             | Yibai Chen   | Marcel Johannes Kits    | Oleksiy Shadrin (4.), Petar Pejcic (5.), Bryan Cheng (6.) |

### Komposition
Der internationale Wettbewerb für Komposition fand von 1953 bis 2012 statt. In fünf Jahren, letztmals 1977, wurde der Wettbewerb gleich zweimal durchgeführt, nämlich für verschiedene Arten von Kompositionen. Ab 1977 wurde nur noch der erste Preis vergeben.
| Jahr | 1. Preis                | Weitere Preise                             | Bedingung                             |
| ---- | ----------------------- | ------------------------------------------ | ------------------------------------- |
| 1953 | Michał Spisak           | 2. bis 11. Preis, darunter James Cohn (9.) | Komposition für Sinfonieorchester     |
| 1957 | Orazio Fiume            | 2. und 3. Preis                            | Komposition für Sinfonieorchester     |
| 1957 | Michał Spisak           | 2. und 3. Preis                            | Komposition für Kammerorchester       |
| 1961 | Albert Delvaux          | 2. und 3. Preis                            | Komposition für Sinfonieorchester     |
| 1961 | Giorgio Cambissa        | 2. und 3. Preis                            | Komposition für Kammerorchester       |
| 1961 | Hans Vogt               | –                                          | Komposition                           |
| 1965 | Rudolf Bruci            | 2. bis 6. Preis                            | Komposition für Sinfonieorchester     |
| 1965 | Wilhelm Georg Berger    | 2. und 3. Preis                            | Komposition für Violine und Orchester |
| 1969 | Nicolae Beloiu          | 2. bis 6. Preis                            | Komposition für Sinfonieorchester     |
| 1969 | Ray E. Luke             | 2. und 3. Preis                            | Komposition für Klavier und Orchester |
| 1969 | Hans Vogt               | –                                          | Komposition                           |
| 1977 | Hiroyuki Fujikake       | –                                          | Komposition für Sinfonieorchester     |
| 1977 | Akira Nishimura         | –                                          | Komposition für Streichquartett       |
| 1982 | John Weeks              | –                                          |                                       |
| 1991 | Patrice Challulau       | –                                          |                                       |
| 1993 | Piet Swerts             | –                                          |                                       |
| 1995 | John Weeks              | –                                          |                                       |
| 1997 | Hendrik Hofmeyr         | –                                          |                                       |
| 1999 | Uljas Voitto Pulkkis    | –                                          |                                       |
| 2001 | Søren Nils Eichberg     | –                                          |                                       |
| 2002 | Ian Munro               | –                                          |                                       |
| 2004 | Javier Torres Maldonado | –                                          |                                       |
| 2006 | Miguel Gálvez-Taroncher | –                                          |                                       |
| 2008 | Cho Eun-Hwa             | –                                          |                                       |
| 2009 | Minje Jeon              | –                                          |                                       |
| 2011 | Kenji Sakai             | –                                          |                                       |
| 2012 | Michel Petrossian       | –                                          |                                       |

### Wettbewerb für belgische Komponisten
Der Wettbewerb für belgische Komponisten fand von 1951 bis 2005 statt. Hier wurde nur der 1. Preis vergeben. Sechs Bewerber waren mehrmals Gewinner, darunter Paul-Baudouin Michel, der den Wettbewerb viermal gewann.
| Jahr | 1. Preis                  |
| ---- | ------------------------- |
| 1951 | René Defossez             |
| 1952 | Raymond Chevreuille       |
| 1955 | Joseph Leroy              |
| 1956 | René Defossez             |
| 1959 | Jean Absil                |
| 1960 | Jean Absil                |
| 1963 | René Driesen              |
| 1964 | Jacqueline Fontyn         |
| 1967 | Paul-Baudouin Michel      |
| 1968 | Max Vandermaesbrugge      |
| 1971 | Armand Lacroix            |
| 1972 | Paul-Baudouin Michel      |
| 1975 | Jean-Marie Simonis        |
| 1976 | Franklin Gyselynck        |
| 1978 | Jean-Marie Simonis        |
| 1980 | Jean Gyselynck            |
| 1983 | Daniel Capelletti         |
| 1985 | Daniel Capelletti         |
| 1987 | Willy Carron, Piet Swerts |
| 1989 | Daniel Capelletti         |
| 1991 | Paul-Baudouin Michel      |
| 1993 | Paul-Baudouin Michel      |
| 1995 | Dirk De Nef               |
| 1997 | Peter Swinnen             |
| 1999 | Boudewijn Cox             |
| 2001 | Peter Swinnen             |
| 2003 | Jeroen D’hoe              |
| 2005 | Hans Sluijs               |